# Формула-1 — Гран-прі Франції 1957
Гран-прі Франції 1957 року — четвертий етап чемпіонату світу 1957 року з автоперегонів у класі Формула-1, відбувся 7 липня на трасі Руан.

## Перегони
|      | Пілот                       | Команда       | Кіл | Час        | Старт | Очок |
| ---- | --------------------------- | ------------- | --- | ---------- | ----- | ---- |
| 1    | Хуан-Мануель Фанхіо         | Мазераті      | 77  | 3:07:46.4  | 1     | 8    |
| 2    | Луїджі Муссо                | Феррарі       | 77  | +50.8      | 3     | 7    |
| 3    | Пітер Коллінз               | Феррарі       | 77  | +2:06.0    | 5     | 4    |
| 4    | Майк Хоторн                 | Феррарі       | 76  | +1 коло    | 7     | 3    |
| 5    | Гаррі Шелл                  | Мазераті      | 70  | +7 кіл     | 4     | 2    |
| 6    | Жан Бера                    | Мазераті      | 69  | +8 кіл     | 2     |      |
| 7    | Майк Макдауелл Джек Бребгем | Купер-Клімакс | 68  | +9 кіл     | 15    |      |
| Схід | Карлос Мендітегі            | Мазераті      | 30  | двигун     | 9     |      |
| Схід | Стюарт Льюїс-Еванс          | Вонволл       | 30  |            | 10    |      |
| Схід | Рой Сальвадорі              | Вонволл       | 25  | двигун     | 6     |      |
| Схід | Герберт Маккей-Фрезер       | БРМ           | 24  | трансмісія | 12    |      |
| Схід | Моріс Трентіньян            | Феррарі       | 23  | електрика  | 8     |      |
| Схід | Джек Бребгем                | Купер-Клімакс | 4   | аварія     | 13    |      |
| Схід | Горас Ґоулд                 | Мазераті      | 4   |            | 14    |      |
| Схід | Тоні Марш                   | БРМ           | 2   | аварія     | 11    |      |